# Elimelek
Elimelek – postać biblijna ze Starego Testamentu.
Był mężem Noemi pochodzącym z Betlejem. Miał dwóch synów Machlona i Kiliona. Z powodu głodu przeniósł się z rodziną do Moabu. Tam ich synowie poślubili Moabitki: Orpę i Rut. Tam też zmarł Elimelek.
Pojawia się w Księdze Rut.